# In Holland (Melchers)
In Holland is een schilderij van de Amerikaanse kunstschilder Gari Melchers, geschilderd tussen 1887 en 1890, olieverf op doek, 277 x 197,5 centimeter groot. Het toont twee Nederlandse meisjes in klederdracht, in de duinen. Het schilderij bevindt zich thans in de collectie van Gari Melchers Home and Studio, in het voormalige woonhuis van de kunstenaar te Fredericksburg. Melchers heeft het werk nooit verkocht.

## Context
In 1877 verhuisde Melchers vanuit Amerika naar Europa om zijn kunststudies te voltooien. In 1880 vestigde hij zich in Parijs en in 1884 trok hij naar Egmond aan den Hoef, waar hij ging werken met zijn vriend George Hitchcock. Hoewel hij ook nog een studio in Parijs hield zou hij de volgende vijfentwintig jaar overwegend in Nederland doorbrengen, aangetrokken als hij zich voelde door de Hollandse kust en het eenvoudige boerenleven.
Het eerste "Hollandse" werk waar hij succes mee oogstte was De preek, waarvoor hij in 1886 een eervolle vermelding kreeg op de Parijse salon. In een poging dit succes te herhalen begon hij in 1887 aan een grootse figurale compositie, In Holland getiteld, waarmee hij opnieuw de aandacht wilde trekken in de Parijse kunstwereld.

## Afbeelding
In Holland toont twee jonge Nederlandse boerinnetjes op de steile helling van een ruig begroeide duinhelling, geschilderd in een realistische stijl. Klaarblijkelijk zijn de meisjes op weg naar huis. De voorste draagt een hooihark en een aardappelmand en wacht op de achterste, die de melk draagt in twee emmers aan een juk, duidend ook op het belang van de zuivelindustrie. In de weergave van de figuren is de invloed van Jules Bastien-Lepage herkenbaar. Opvallend is de nette "zondagse" jurk van het meisje met het juk, terwijl het andere meisje meer praktische werkkleding draagt. De klederdracht is niet precies te lokaliseren. Melchers verzamelde ouderwetse kleding en snuisterijen uit het hele land, waarmee hij zijn taferelen "authentieker" wilde maken. De pelerine van het achterste meisje en haar gehaakte mutsje lijken eerder te refereren aan de dracht in Overijssel dan aan Egmond.
In Holland is een traditioneel Hollands sfeerbeeld, dat een illusie schept van het lokale leven. De beide levensgroot geschilderde figuren domineren het enorme doek, als een soort eerbetoon aan de deugden van een nog onbedorven agrarische gemeenschap en de robuuste gezondheid van de plattelandsbevolking, tegenover de moderne stedeling. De hoge horizonlijn was een veelgebruikt stijlmiddel in de Nederlandse en Franse schilderkunst om menselijke figuren te verenigen met het land, teneinde de afhankelijkheid ervan te benadrukken, als een vorm van eerbied. De windmolen en de daken met rode dakpannen boven in het schilderij zijn gemodelleerd naar Egmond aan Zee en werden later toegevoegd.

## Ontvangst

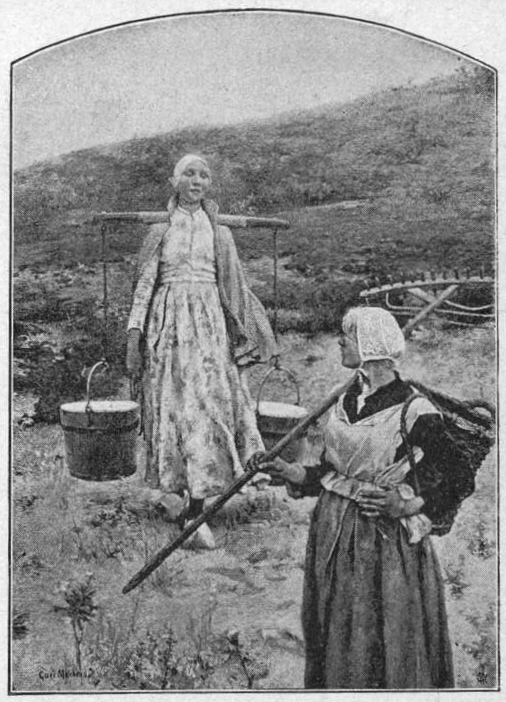
Reproductie van de oorspronkelijke versie tijdens de Parijse salon in 1887.

In Holland kreeg niet de lovende recensies waarop Melchers had gehoopt. De kritiek richtte zich onder andere op de theatraliteit van het werk. Het eenvoudige thema en de simpele compositie zou de grote omvang van het schilderij niet rechtvaardigen. Ook de kleurcombinaties werden bekritiseerd, zoals het intense lichtblauw van de emmers, dat niet zou passen bij de lila mantel van het achterste meisje. De belangrijkste klacht was echter dat Melchers in de portrettering van beide meisjes het realisme te ver had doorgevoerd en hen iets idealiseerde, bijna iets bovenaards meegaf. De kunstenaar brak met in het werk met de "aardse" stijl van de Haagse School, waaraan pers en publiek gewend waren bij "Hollandse werken" en dit viel nog niet bij iedereen goed.

## Aanpassingen
Melchers exposeerde het werk op de Parijse salon en trok zich de lauwe ontvangst van het werk aan. Het zette hem ertoe aan in de jaren eropvolgend nog diverse aanpassingen in het schilderij door te voeren. Genoemd werden al de toevoeging van de windmolen en de huizen in het bovenste deel van het doek, waarbij hij tevens een wolkenlucht toevoegde. Ook de kleuren paste hij hier en daar aan, zoals de felle klompen van het meisje, die hij donkerder maakte, terwijl ook haar muts en gezicht werden bijgewerkt. De duin voorzag hij van aanzienlijk meer vegetatie. Met deze wijzigingen bracht Melchers het werk uiteindelijk net iets meer in overeenstemming met het vooroordeel van het Parijse publiek over het leven in Nederland, inclusief de vereiste windmolen, wolken, klompen en blonde meisjes. Desalniettemin introduceerden Melchers, net als zijn kompaan Hitchcock, met dit soort schilderijen nieuwe elementen in de Hollandse schilderkunst, die uiteindelijk zouden anticiperen op vernieuwingen in de periode daarna.